# 마쓰다이라 다다하루 (1598년)
마쓰다이라 다다하루(松平忠晴)는 스루가 다나카번주, 도토미 가케가와번주, 단바 가메야마 번 초대 번주이다. 후지이 마쓰다이라 분가(이가노카미류) 시조.
다다하루는 후지이 마쓰다이라가 제3대 당주 마쓰다이라 노부요시(松平信吉)의 차남이다. 어머니는 마쓰다이라 노부카즈(松平信一)의 딸이다.